# Loi réglementant certaines drogues et autres substances
La Loi réglementant certaines drogues et autres substances est la loi fédérale du Canada contrôlant les drogues. Elle a été adoptée en 1996 et remplace la Loi sur les stupéfiants ainsi que les parties III et IV de la Loi sur les aliments et drogues. Elle définit huit annexes de substances contrôlées. La loi prévoit également que le Gouverneur général en conseil peut modifier ces annexes pour y ajouter ou y retirer des items ou des portions d'items s'il croit que cette modification est nécessaire pour l'intérêt public.
La Loi réglementant certaines drogues et autres substances est la législation canadienne implémentant les conventions internationales sur les drogues telles que la Convention unique sur les stupéfiants de 1961, la Convention sur les substances psychotropes de 1971 et la Convention contre le trafic illicite de stupéfiants et de substances psychotropes de 1988.

## Liste des drogues

### Annexe I
- Le pavot à opium (Papaver somniferum) ainsi que ses préparations, ses dérivés, ses alcaloïdes et ses sels, notamment :

1. L'opium
2. La codéine (méthylmorphine)
3. La morphine (didéhydro-7,8 époxy-4,5 méthyl-17 morphinanediol-3,6)
4. La thébaïne (paramorphine)
et les sels, les dérivés et les sels de dérivés des substances visées aux paragraphes (1) à (4), notamment :
5. L'acétorphine (acétylétorphine)
6. L'acétyldihydrocodéine (époxy-4,5 acétoxy-6 méthoxy-3 méthyl-17 mophinane)
7. La benzylmorphine (didéhydro-7,8 époxy-4,5 hydroxy-6 méthyl-17 (phénylméthoxy)-3 morphinane)
8. La codoxime (O-(carboxyméthyl) oxime de dihydrocodéinone)
9. La désomorphine (dihydrodéoxymorphine)
10. La diacétylmorphine (héroïne)
11. La dihydrocodéine (époxy-4,5 hydroxy-6 méthoxy-4 méthyl-17 morphinane)
12. La dihydromorphine (époxy-4,5 méthyl-17 morphinanediol-3,6)
13. L'éthylmorphine (didéhydro-7,8 époxy-4,5 éthoxy-3 hydroxy-6 méthyl-17 morphinane)
14. L'étorphine ([(hydroxy-1 méthyl-1 butyl)-7α endoétheno-6,14 tétrahydro-oripavine])
15. L'hydrocodone (dihydrocodéinone)
16. L'hydromorphinol (en) (hydroxy-14 dihydromorphine)
17. L'hydromorphone (dihydromorphinone)
18. La méthyldésorphine (en) (méthyl-6 delta-6 désoxymorphine)
19. La méthyldihydromorphine (en) (méthyl-6 dihydromorphine)
20. Le métopon (en) (méthyl-5 dihydromorphinone)
21. La N-oxymorphine (en) (oxyde de morphine)
22. La myrophine (en) (ester myristyque de la benzylmorphine)
23. La nalorphine (N-allylnormorphine)
24. La nicocodéine (en) (nicotinyl-6 codéine)
25. La nicomorphine (en) (dinicotinyl-3,6 morphine)
26. La norcodéine (en) (N-desméthylcodéine)
27. La normorphine (en) (desméthylmorphine)
28. L'oxycodone (hydroxy-14 dihydrocodéinone)
29. L'oxymorphone (hydroxy-14 dihydromorphinone)
30. La pholcodine ([morpholinyl-4)-2 éthyl]-3 morphine)
31. La thébacone (en) (acétyldihydrocodéinone)
mais non compris :
32. L'apomorphine (tétrahydro-5,6,6a,7 méthyl-6 4H-dibenzo[de,g]quinoline diol-10,11) et ses sels
33. La cyprénorphine (en) (N-(cyclopropylméthyl) tétrahydro-6,7,8,14 (hydroxy-1 méthyl-1 éthyl-7α endo-6,14 éthénonororipavine) et ses sels
34. Le nalméfène ((cyclopropylméthyl)-17 époxy-4,5α méthylènemorphinan-6 diol-3,14) et ses sels
  1. La naloxone (époxy-4,5α dihydroxy-3,14 (propényl-2)-17 morphinanone-6) et ses sels
  2. La naltrexone ((cyclopropylméthyl)-17 époxy-4,5α dihydroxy-3,14-méthyl-17-morphinane-diol-3,14) et ses sels
  3. La méthylnaltrexone (en) ((cyclopropylméthyl)-17 époxy-4,5α dihydroxy-3,14-méthyl-17-oxomorphinanium-6) et ses sels
  4. Le naloxégol (époxy-4,5α-(heptaoxadocos-3,6,9,12,15,18,21-yloxy-1)-6-(propényl-2)-17-morphinane-diol-3,14) et ses sels
35. La narcotine (diméthoxy-6,7 (tétrahydro-5,6,7,8 méthoxy-4 méthyl-6 dioxolo-1,3[4,5-g] isoquinolinyl-5)-3 1(3H)-isobenzofuranone) et ses sels
36. La papavérine ([(diméthoxy-3,4 phényl) méthyl]-1 diméthoxy-6,7 isoquinoline) et ses sels
37. La graine de pavot

- La coca (érythroxylone) ainsi que ses préparations, ses dérivés, ses alcaloïdes et ses sels, notamment :

1. Les feuilles de coca
2. La cocaïne (ester méthylique de la benzoylecgonine)
3. L'ecgonine (acide hydroxy-3 tropane-2 carboxylique)

- Les phénylpipéridines (en), leurs sels, leurs intermédiaires, leurs dérivés et leurs analogues ainsi que les sels de leurs intermédiaires, de leurs dérivés et de leurs analogues, notamment :

1. L'allylprodine (en) (allyl-3 méthyl-1 phényl-4 propionoxy-4 pipéridine)
2. L'alphaméprodine (en) (α-éthyl-3 méthyl-1 phényl-4 propionoxy-4 pipéridine)
3. La alphaprodine (en) (α-diméthyl-1,3 phényl-4 propionoxy-4 pipéridine)
4. L'aniléridine (en) (ester éthylique de l’acide (p-aminophényl-2 éthyl)-1 phényl-4 pipéridine carboxylique-4)
5. La bétaméprodine (en) (ß-éthyl-3 méthyl-1 phényl-4 propionoxy-4 pipéridine)
6. La bétaprodine (en) (ß-diméthyl-1,3 phényl-4 propionoxy-4 pipéridine)
7. La benzéthidine (en) (ester éthylique de l'acide [(benzyloxy-2 éthyl)]-1 phényl-4 pipéridine carboxylique-4)
8. La diphénoxylate (en) (ester éthylique de l'acide [(cyano-3) diphénul-3,3 propyl]-1 phényl-4 pipéridine carboxylique-4)
9. La difénoxine (l'acide (cyano-3 diphényl-3,3 propyl)-1 phényl-4 pipéridine carboxylique-4)
10. L'étoxéridine (en) (ester éthylique de l'acide [(hydroxy-2 éthoxy)-2 éthyl]-1 phényl-4 pipéridine carboxylique-4)
11. La furéthidine (en) (ester éthylique de l'acide (tétrahydrofurfuryloxyéthyl-2)-1 phényl-4 pipéridine carboxylique-4)
12. L'hydroxypéthidine (en) (ester éthylique de l'acide m-hydroxyphényl-4 méthyl-1 pipéridine carboxylique-4)
13. La cétobémidone (en) ((m-hydroxyphényl)-4 méthyl-1 propionyl-4 pipéridine)
14. La méthylphénylisonipecotonitrile (cyano-4 méthyl-1 phényl-4 pipéridine)
15. La morphéridine (en) (ester éthylique de l'acide (morpholino-2 éthyl)-1 phényl-4 pipéridine carboxylique-4)
16. La norpéthidine (en) (ester éthylique de l'acide phényl-4 pipéridine carboxylique-4)
17. La péthidine (ester éthylique de l'acide méthyl-1 phényl-4 pipéridine carboxylique-4)
18. La phénopéridine (en) (ester éthylique de l'acide [(hydroxy-3 phényl-3) propyl]-1 phényl-4 pipéridine carboxylique-4)
19. La piminodine (en) (ester éthylique de l'acide [(phénylamino)-3 propyl]-1 phényl-4 pipéridine carboxylique-4)
20. La propéridine (en) (ester isopropylique de l'acide méthyl-1 phényl-4 pipéridine carboxylique-4)
21. La trimépéridine (en) (triméthyl-1,2,5 phényl-4 prpionoxy-4 pipéridine)
22. La péthidine intermédiaire C (l'acide méthyl-1 phényl-4 pipéridine carboxylique-4)
mais non compris :
23. La carpéridine (en) (ester éthylique de l'acide (carbamyléthyl-2 phényl)-4 pipéridine carboxylique-4) et ses sels
24. L'oxphénéridine (en) (ester éthylique de l'acide (hydroxy-2 phényléthyl-2) phényl-4 pipéridine carboxylique-4) et ses sels

- Les phénazépines, leurs sels et leurs dérivés ainsi que les sels de leurs dérivés, notamment :

1. La proheptazine (en) (diméthyl-1,3 phényl-4 propionoxy-4 azacycloheptane)
mais non compris
2. L'éthoheptazine (en) (ester éthylique de l'acide (hexahydro-1,2) phényl-4 pipéridine carboxylique-4 diméthyl-1,3) et ses sels
3. La météthoheptazine (en) (ester éthylique de l'acide (hexahydro-1,2) phényl-4 pipéridine carboxylique-4 diméthyl-1,3) et ses sels
4. La métheptazine (en) (ester éthylique de l'acide hexahydro diméthyl-1,2 phénylazépine-4 carboxylique-4) et ses sels

- Les amidones, leurs sels, leurs intermédiaires et leurs dérivés ainsi que les sels de leurs intermédiaires et de leur dérivés, notamment :

1. La diméthylaminodiphénylbutanonitrile (cyano-4 diméthylamino-2 diphénylbutane-4,4)
2. La dipipanone (en) (diphényl-4,4 pipéridino-6 heptanone-3)
3. L'isométhadone (en) (déméthylamino-6 méthyl-5 diphényl-4,4 haxanone-3)
4. La métadhone (diméthylamino-6 diphényl-4,4 heptanone-3)
5. La norméthadone (en) (diphényl-4,4 diméthylamino-6 hexanone-3)
6. La norpipanone (en) (diphényl-4,4 pipéridino-6 hexanone-3)
7. La phénadoxone (en) (diphényl-4,4 morpholino-6 heptanone-3)

- Les méthadols (en), leurs sels et leurs dérivés ainsi que les sels de leurs dérivés, notamment :

1. L'acétylméthadol (en) (diméthylamino-6 diphényl-4,4 axétoxy-3 heptane)
2. L'alphacétylméthadol (en) (α-diméthylamino-6 diphényl-4,4 a-acétoxy-4 heptane)
3. L'alphaméthadol (en) (α-diméthylamino-6 diphényl-4,4 heptanol-3)
4. Le bétacétylméthadol (en) (ß-dméthylamino-6 diphényl-4,4 heptanol-3)
5. Le bétaméthadol (en) (ß-diméthylamino-6 dphényl-4,4 acétoxy-3 heptane)
6. Le dimépheptanol (en) (diméthylamino-6 diphényl-4,4 heptanol-3)
7. Le noracyméthadol (en) (α-méthylamino-6 diphényl-4,4 heptanol-3)

- Les phénalcoxames, leurs sels et leurs dérivés ainsi que les sels de leurs dérivés, notamment :

1. Le diménoxadol (en) ((diméthylamino-2 éthyl) éthoxy-1 diphényl-1,1 acétate)
2. Le butyrate de dioxaphétyl (en) (ester éthylique de l'acide butyrique morpholino-4 diphényl-2,2)
3. Le dextropropoxyphène (d-diméthylamino-4 méthyl-4 diphényl-1,2 proprionoxy-2 butane)

- Les thiambutènes (en), leurs sels et leurs dérivés ainsi que les sels de leurs dérivés, notamment :

1. Le diéthylthiambutène (en) (diéthylamino-3 di-(thiényl-2')-1,1 butène-1)
2. Le diméthylthiambutène (en) (diméthylamino-3 di-(thiényl-2')-1,1 butène-1)
3. L'éthylméthylthiambutène (en) (éthylméthylamino-3 di-(thiényl-2')-1,1 butène-1)

- Les moramides (en), leurs sels, leurs intermédiaires et leurs dérivés ainsi que les sels de leurs intermédiaires et de leurs dérivés, notamment :

1. Le dextromoramide (d-1-[méthyl-4 morpholino-4 (diphényl-2,2 butyryl)] pyrrolidine)
2. L'acide diphénylmorpholinoisovalérique (acide méthyl-2 morpholino-3 diphényl-1,1 proprionique)
3. Le lévomoramide (en) (l-1-[méthyl-3 morpholino-4 (diphényl-2,2 butyryl)] pyrrolidine)
4. Le racémoramide (en) (d, 1-1-[méthyl-3 morpholino-4 (diphényl-2,2 butyryl)] pyrrolidne)

- Les morphinanes, leurs sels et leurs dérivés ainsi que les sels de leurs dérivés, notamment :

1. La buprénorphine ((cyclopropylméthyl)-17 α-(diméthyléthyl-1,1) époxy-4,5 dihydro-18,19 hydroxy-3 méthoxy-6 α-méthyléthénomorphinane-6,14 méthanol-7)
2. Le drotébanol (en) (dihydroxy-6ß,14 diméthoxy-3,4 méthyl-17 morphinane)
3. Le lévométhorphane (en) (1-méthoxy-4 méthyl-17 morphinane)
4. Le lévorphanol (en) (1-hydroxy-3 méthyl-17 morphinane)
5. Le lévophénacylmorphane (en) (1-hydroxy-3 phénacyl-17 morphinane)
6. Le norlévorphanol (en) (1-hydroxy-3 morphinane)
7. Le phénomorphane (en) (hydroxy-3 (phényl-2 éthyl)-17 morphinane)
8. Le racéméthorphane (en) (d,1-méthoxy-3 méthyl-17 morphinane)
9. Le racémorphane (en) (d,1-méthoxy-3 méthyl-17 morphinane)
mais non compris :
10. Le dextrométhorphane (d-méthoxy-3 N-méthylmorphinane) et ses sels
11. Le dextrorphane (d-hydroxy-3 N-méthylmorphinane) et ses sels
12. Le lévallorphane (en) (l-hydroxy-3 N-allylmorphinane) et ses sels
13. Le lévargorphane (l-hydroxy-3 N-propargylmorphinane) et ses sels
14. Le butorphanol (l-N-cyclobutylméthyl dihydroxy-3,14 morphinane) et ses sels
15. La nalbuphine (N-cyclobutylméthyl époxy-4,5 morphinanetriol-3,6,14) et ses sels

- Les benzazocines (en), leurs sels et leurs dérivés ainsi que les sels de leurs dérivés, notamment :

1. La phénazocine (en) (hexahydro-1,2,3,4,5,6 diméthyl-6,11 phénéthyl-3 méthano-2,6 benzazocin-3 ol-8)
2. La métazocine (en) (hexahydro-1,2,3,4,5,6 triméthyl-3,6,11 méthano-2,6 benzazocin-3 ol-8)
3. La pentazocine (hexahydro-1,2,3,4,5,6 diméthyl-6,11 (méthyl-3 butényl-2)-3 méthano-2,6 henzazocin-3 ol-8)
mais non compris :
4. La cyclazocine (en) (hexahydro-1,2,3,4,5,6 diméthyl-6,11 (cyclopropylméthyl)-3 méthano-2,6 benzazocin-3 ol-8) et ses sels

- Les ampromides (en), leurs sels et leurs dérivés ainsi que les sels de leurs dérivés, notamment :

1. La diampromide (en) (N-[(méthylphénéthylamino)-2 propyl] propionanilide)
2. La phénampromide (en) (N-(méthyl-1 pipéridino-2 éthyl) propionanilide)
3. Le propiram (en) (N-(méthyl-1 pipéridino-2 éthyl) N-pyridyl-2 propionamide)

- Les benzimidazoles, leurs sels et leurs dérivés ainsi que les sels de leurs dérivés, notamment :

1. Le clonitazène (en) ((p-chlorobenzyl)-2 (diéthylaminoéthyl)-1 nitro-5 benzimidazole)
2. L'étonitazène ((p-éthoxybenzyl)-2 (diéthylaminoéthyl)-1 nitro-5 benzimidazole)
3. Le bézitramide (en) ((cyano-3 diphénylpropyl-3,3)-1 (oxo-2 propionyl-3 benzimidazolinyl-1)-4 pipéridine)

- La phéncyclidine ((phényl-1 cyclohexyl)-1 pipéridine), ses sels, ses dérivés et ses analogues ainsi que les sels de ses dérivés et de ses analogues, notamment :

1. La kétamine (2-(2-chlorophényl)-2- (méthylamino)cyclohexanone)

- La piritramide (en) (amide de l'acide (cyano-3 diphénylpropyl-3,3)-1 (pipéridino-1)-4 pipéridine carboxylique-4), ses sels et ses dérivés ainsi que les sels de ses dérivés
- Les fentanyls, leurs sels, leurs dérivés et leurs analogues ainsi que les sels de leurs dérivés et de leurs analogues, notamment :

1. L'acétyl-α-méthylacetylfentanyl (en) (N-[(α-méthylphénéthyl)-1 pipéridyl-4] acétanilide)
2. L'alfentanil (N-[(éthyl-4 dihydro-4,5 oxo-5 1H-tétrazolul-1)-2 éthyl]-1 (méthoxyméthyl)-4 pipéridyl-4] propionanilide)
3. Le carfentanil (méthyl [(oxo-1 propyl) phénylamino]-4 (phénéthyl-2)-1 pipéridinecarboxylate-4)
4. Le p-fluorofentanyl (en) (fluoro-4' N-(phénétyl-1 pipéridyl-4) propionanilide)
5. Le fentanyl (N-(phénéthyl-1 pipéridyl-4) propionanilide)
6. Le β-hydroxyfentanyl (en) (N-[ß-hydroxyphénéthyl)-1 pipéridyl-4 propionanilide)
7. Le ß-hydroxy méthyl-3 fentanyl (en) (N-[(ß-ydroxyphénéthyl)-1 méthyl-3 pipéridyl-4] propionanilide)
8. L'α-méthylfentanyl (en) (N-[(α-méthylphénéthyl)-1 pipéridyl-4] propionanilide)
9. L'α-méthylthiofentanyl (en) (N-[[méthyl-1 (thiényl-2) éthyl]-1 pipéridyl-4] propionanilide)
10. Le 3-Méthylfentanyl (N-(méthyl-3 phénéthyl-1 pipéridyl-4) propionanilide)
11. Le méthyl-3 thiofentanyl (en) (N-[méthyl-3 [(thiényl-2) éthyl]-1 pipéridyl-4] propionanilide)
  1. Le rémifentanil (méthyle carboxy-4 [(oxo-1 propyl)phénylamino]-4 pipéridinepropanoate-1)
12. Le sufentanil (N-[(méthoxyméthyl)-4 [(thiényl-2 éthyl]-1 pipéridinyl-4] propionanilide)
13. Le thiofentanyl (en) (N-[[(thiényl-2)-2 éthyl]-1 pipéridyl-4] propionanilide)

- La tilidine (ester éthylique de l'acide diméthylamino-2 phényl-1 cyclohexène-3 carboxylate-1), ses sels et ses dérivés ainsi que les sels de ses dérivés
  - La méthylènedioxypyrovalérone (MDPV), ses sels, ses dérivés, ses isomères et ses analogues ainsi que les sels de ses dérivés, de ses isomères et de ses analogues
- La méthamphétamine (N,α-diméthylbenzèneéthanamine), ses sels, ses dérivés, ses isomères et ses analogues ainsi que les sels de ses dérivés, de ses isomères et de ses analogues
- Les amphétamines, leurs sels, leurs dérivés, leurs isomères et leurs analogues ainsi que les sels de leurs dérivés, de leurs isomères et de leurs analogues, notamment :

1. L'amphétamine (α-méthylbenzène-éthanamine)
2. La N-éthylamphétamine (en) (N-éthyl α-méthylbenzèneéthanamine)
3. La méthyl-4 diméthoxy-2,5 amphétamine (STP) (diméthoxy-2,5 4,α-diméthylbenzèneéthanamine)
4. La méthylènedioxy-3,4 amphétamine (MDA) (α-méthyl benzodioxole-1,3 éthanamine-5)
5. La diméthoxy-2,5 amphétamine (diméthoxy-2,5 α-méthylbenzèneéthanamine)
6. La méthoxy-4 amphétamine (méthoxy-4 α-méthylbenzèneéthanamine)
7. La triméthoxy-2,4,5 amphétamine (timéthoxy-2,4,5 α-méthylbenzèneéthanamine)
8. La N-méthyl méthylènedioxy-3,4 amphétamine (N,α-diméthyl benzodioxole-1,3 éthanamine-5)
9. L'éthoxy-4 diméthoxy-2,5 amphétamine (éthoxy-4 diméthoxy-2,5 α-méthylbenzèneéthanamine)
10. La méthoxy-5 méthylènedioxy-3,4 amphétamine (N,α-diméthyl benzodioxole-1,3 éthanamine-5)
11. La ,N-diméthyl méthylènedioxy-3,4 amphétamine (en) (N,N,α-triméthyl benzodioxole-1,3 éthanamine-5)
12. La N-éthyl méthylènedioxy-3,4 amphétamine (N-éthyl α-méthyl benzodioxole-1,3 éthanamine-5)
13. L'éthyl-4 diméthoxy-2,5 amphétamine (DOET) (éthyl-4 diméthoxy-2,5 α-méthylbenzène-éthanamine)
14. La bromo-4 diméthoxy-2,5 amphétamine (bromo-4 diméthoxy-2,5 α-méthylbenzèneéthanamine)
15. La chloro-4 diméthoxy-2,5 amphétamine (chloro-4 diméthoxy-2,5 α-méthylbenzèneéthanamine)
16. La éthoxy-4 amphétamine (en) (éthoxy-4 α-méthylbenzèneéthanamine)
17. La benzphétamine (en) (N-benzyl N, α-diméthylbenzèneéthanamine)
18. La Npropyl méthylènedioxy-3,4 amphétamine (α-méthyl N-propyl benzodioxole-1,3 éthanamine-5)
19. La (hydroxy-2 éthyl)-N méthyl-α benzèneéthanamine
20. La N-hydroxy méthylènedioxy-3,4 amphétamine (N-[α-méthyl (méthylènedioxy)-3,4 phénéthyl]hydroxylamine)
21. La triméthoxy-3,4,5 amphétamine (triméthoxy-3,4,5 α-méthylbenzèneéthanamine)

- Le flunitrazépam ((o-fluorophényl)-5 dihydro-1,3 méthyl-1 nitro-7 2H-benzodiazépine-1,4 one-2) ainsi que ses sels et ses dérivés
- L'acide hydroxy-4 butanoïque et ses sels
- Le tapentadol (3-[(1R,2R)-3-(diméthylamino)-1-éthyl-2méthylpropyl]-phénol], ses sels, ses dérivés et ses isomères ainsi que les sels de ses dérivés et des isomères
- L'AH-7921 (en) ((dichloro-3,4 benzamide méthyl)-1 cyclohexyl diméthylamine), ses sels et ses isomères ainsi que les sels de ses isomères
- Le MT-45 (en) (cyclohexyl-1(diphényl-1,2 éthyl)-4 pipérazine), ses sels, ses dérivés, ses isomères et ses analogues ainsi que les sels de ses dérivés, de ses isomères et de ses analogues, notamment :

1. La diphénidine (en) (DEP) (1-(1,2-diphényléthyl)pipéridine)
2. La méthoxphénidine (en) (2-MeO-Diphénidine, MXP) (1-[1-(2-méthoxyphényl)-2-phényléthyl] pipéridine)
3. L'éphénidine (en) (NEDPA, EPE) (N-éthyl-1,2-diphényléthylamine)
4. L'isophénidine (NPDPA) (N-isopropyl-1,2-diphényléthylamine)
mais non compris :
5. La léfétamine (en) ((-)-N,N-diméthyl-α-phénylbenzèneéthanamine), ses sels, ses dérivés et ses isomères ainsi que les sels de ses dérivés et de ses isomères

- Le W-18 (en) (4-chloro-N-[1- [2- (4-nitrophényl) éthyl] -2-pipéridinylidène] benzènesulfonamide), ses sels, ses dérivés, ses isomères et ses analogues ainsi que les sels de ses dérivés, de ses isomères et de ses analogues

### Annexe II
- Le chanvre indien (Cannabis) ainsi que ses préparations et ses dérivés, notamment :

1. La résine de cannabis
2. Le cannabis (marihuana)
3. Le cannabidiol ([méthyl-3 (méthyl-1 éthenyl)-6 (cyclohexènyl-1)-2]-2 pentyl-5 benzènediol-1,3)
4. Le cannabinol (n-amyl-3 hydroxy-1 triméthyl-6,6,9 6H-dibenzopyranne)
5. Abrogé en 2015
6. Abrogé en 2015
7. Le tétrahydrocannabinol (tétrahydro hydroxy-1 triméthyl-6,6,9 pentyl-3 6Hdibenzo[b.d] pyranne)
  1. Abrogé en 2015

mais non compris :
8. Les graines de cannabis stériles – à l'exception des dérivés de ces graines
9. La tige de cannabis mature – à l'exception des branches, des feuilles, des fleurs et des graines – ainsi que les fibres obtenues de cette tige

- Les agonistes de synthèse des récepteurs cannabinoïdes de type 1, leurs sels, leurs dérivés et leurs isomères ainsi que les sels de leurs dérivés et de leurs isomères – à l'exclusion de ((3S) -2,3-dihydro-5-méthyl-3-(4-morpholinylméthyl)pyrrolo[1,2,3-de]-1,4-benzoxazin-6-yl)-1-naphthalènyl-méthanone (WIN 55,212-3) et de ses sels –, notamment ceux qui entrent dans les catégories de structure chimique de base suivantes :

1. Toute substance ayant une structure 2-(cyclohexyl)phénol substituée en position 1 du cycle benzénique par un groupe hydroxy, éther ou ester et substituée davantage en position 5 du cycle benzénique, qu'il y ait ou non davantage de substitution sur ce cycle dans quelque mesure que ce soit, et substituée en position 3' du cycle cyclohexyle par un alkyle, un carbonyle, un hydroxyle, un éther ou un ester, qu'il y ait ou non davantage de substitution sur ce cycle dans quelque mesure que ce soit, notamment :
  1. Le nabilone ((±)-trans-3-(1,1-diméthylheptyl-6,6a,7,8,10,10a-hexahydro-1-hydroxy-6,6-dméthyl-9H-dibenzo[b,d]pyran-9-one)
  2. Le parahexyl (en) (3-hexyl-6,6,9-triméthyl-7,8,9,10-tétrahydro-6H-dibenzo[b,d]pyran-1-ol)
  3. 3-(1,2-dméthylheptyl)-7,8,9,10-tétrahydro-6,6,9-triméthyl-6Hdibenzo[b,d]pyran-1-ol (DMHP)
  4. 5-(1,1-dméthylheptyl)-2-(3-hydroxycyclohexyl)phénol (CP 47,497)
2. Toute substance ayant une structure 3-(1-naphtohoyl)indole substituée à l'atome d'azote du cycle indole, qu'il y ait ou non davantage de substitution sur ce cycle dans quelque mesure que ce soit et qu'il y ait ou non substitution sur le cycle naphtyle dans quelque mesure que ce soit, notamment :
  1. 1-pentyl-3-(1-naphthoyl)indole (JWH-018)
  2. 1-butyl-3-(1-naphthoyl)indole (JWH-073)
  3. 1-pentyl-3-(4-méthyl-1-naphthoyl)indole (JWH-122)
  4. 1-hexyl-3-(1-naphthoyl)indole (JWH-019)
  5. 1-(4-pentényl)-3-(1-naphthoyl)indole (JWH-022)
  6. 1-butyl-3-(4-méthoxy-1-naphthoyl)indole (JWH-080)
  7. 1-pentyl-3-(4-méthoxy-1-naphthoyl)indole (JWH-081)
  8. 1-(2-morpholin-4-yléthyl)-3-(1-naphthoyl)indole (JWH-200)
  9. 1-pentyl-3-(4-éthyl-1-naphthoyl)indole (JWH-210)
  10. 1-pentyl-3-(2-méthoxy-1-naphthoyl)indole (JWH-267)
  11. 1-[(N-méthylpipéridin-2-yl)méthyl]-3-(1-naphthoyl)indole (AM-1220)
  12. 1-(5-fluoropentyl)-3-(1-naphthoyl)indole (AM-2201)
  13. 1-(5-fluoropentyl)-3-(4-méthyl-1-naphthoyl)indole (MAM-2201)
  14. 1-(5-fluoropentyl)-3-(4-éthyl-1-naphthoyl)indole (EAM-2201)
  15. ((3R)-2,3-dihydro-5-méthyl-3-(4-morpholinylméthyl)pyrrolo[1,2,3-de]-1,4-benzoxazin-6-yl)-1-naphthalènyl-méthanone (WIN 55,212-2)
3. Toute substance ayant une structure 3-(1-naphthoyl)pyrrole substituée à l'atome d'azote du cycle pyrrole, qu'il y ait ou non davantage de substitution sur ce cycle dans quelque mesure que ce soit et qu'il y ait ou non substitution sur le cycle naphtyle dans quelque mesure que ce soit, notamment :
  1. 1-pentyl-5-(2-fluorophényl)-3-(1-naphthoyl)pyrrole (JWH-307)
4. Toute substance ayant une structure 3-phénylacétylindole substituée à l’atome d’azote du cycle indole, qu’il y ait ou non davantage de substitution sur ce cycle dans quelque mesure que ce soit et qu’il y ait ou non substitution sur le cycle phényle dans quelque mesure que ce soit, notamment :
  1. 1-pentyl-3-(2-méthoxyphénylacétyl)indole (JWH-250)
  2. 1-pentyl-3-(3-méthoxyphénylacétyl)indole (JWH-302)
  3. 1-pentyl-3-(2-méthylphénylacétyl)indole (JWH-251)
5. Toute substance ayant une structure 3-benzoylindole substituée à l’atome d’azote du cycle indole, qu’il y ait ou non davantage de substitution sur ce cycle dans quelque mesure que ce soit et qu’il y ait ou non substitution sur le cycle phényle dans quelque mesure que ce soit, notamment :
  1. 1-(1-méthylpipéridin-2-ylméthyl)-3-(2-iodobenzoyl)indole (AM-2233)
6. Toute substance ayant une structure 3-méthanone(cyclopropyl)indole substituée à l’atome d’azote du cycle indole, qu’il y ait ou non davantage de substitution sur ce cycle dans quelque mesure que ce soit et qu’il y ait ou non substitution sur le cycle cyclopropyle dans quelque mesure que ce soit, notamment :
  1. (1-pentyl-1H-indol-3-yl)(2,2,3,3-tétraméthylcyclopropyl)-méthanone (UR-144)
  2. (1-(5-fluoropentyl)-1H-indol-3-yl)(2,2,3,3-tétraméthylcyclopropyl)-méthanone (5F-UR-144)
  3. (1-(2-(4-morpholinyl)éthyl)-1H-indol-3-yl)(2,2,3,3-tétraméthylcyclopropyl)-méthanone (A-796,260)
7. Toute substance ayant une structure quinolin-8-yl 1H-indole-3-carboxylate substituée à l’atome d’azote du cycle indole, qu’il y ait ou non davantage de substitution sur ce cycle dans quelque mesure que ce soit et qu’il y ait ou non substitution sur le cycle quinolin-8-yl dans quelque mesure que ce soit, notamment :
  1. acide 1-pentyl-8-quinolinyl ester-1H-indole-3-carboxylique (PB-22)
  2. acide 1-(5-fluoropentyl)-8-quinolinyl ester-1H-indole-3-carboxylique (5F-PB-22)
8. Toute substance ayant une structure 3-carboxamideindazole substituée à l’atome d’azote du cycle indazole, qu’il y ait ou non davantage de substitution sur ce cycle dans quelque mesure que ce soit et qu’il y ait ou non substitution au groupe carboxamide dans quelque mesure que ce soit, notamment :
  1. N-(adamantan-1-yl)-1-pentyl-1H-indazole-3-carboxamide (AKB48)
  2. N-(adamantan-1-yl)-1-(5-fluoropentyl)-1H-indazole-3-carboxamide (5F-AKB48)
  3. N-(1-(aminocarbonyl)-2-méthylpropyl)-1-(4-fluorobenzyl)-1H-indazole-3-carboxamide (AB-FUBINACA)
  4. N-(1-amino-3-méthyl-1-oxobutan-2-yl)-1-pentyl-1H-indazole-3-carboxamide (AB-PINACA)
9. Toute substance ayant une structure 3-carboxamideindole substituée à l’atome d’azote du cycle indole, qu’il y ait ou non davantage de substitution sur ce cycle dans quelque mesure que ce soit et qu’il y ait ou non substitution au groupe carboxamide dans quelque mesure que ce soit, notamment :
  1. N-(adamantan-1-yl)-1-fluoropentylindole-3-carboxamide (STS-135)
  2. N-(adamantan-1-yl)-1-pentylindole-3-carboxamide (APICA)

### Annexe III
1. Abrogé en 2012
2. Le méthylphénidate (ester méthylique de l’acide α–phénylpipéridine–2 acétique) et ses sels
3. Le méthaqualone (méthyl–2 (méthyl–2 phényl)–3 (3H)–quinazolinone–4) et ses sels
4. Le mécloqualone (en) (méthyl–2 (chloro–2 phényl)–3 (3H)–quinazolinone–4) et ses sels
5. Le diéthylamide de l'acide lysergique (LSD) (N,N–diéthyllysergamide) et ses sels
6. Le N,N–Diéthyltryptamine (DET) ((diéthylamino–2 éthyl)–3 indole) et ses sels
7. Le N,N–Diméthyltryptamine (DMT) ((diméthylamino–2 éthyl)–3 indole) et ses sels
8. Le N-Méthyl pipéridyl-3 benzilate (LBJ) ([(hydroxydiphénylacétyl)oxy]–3 méthyl–1 pipéridine) et ses sels
9. L'harmaline (dihydro–4,9 méthoxy–7 méthyl–1 3H–pyrido(3,4–b) indole) et ses sels
10. L'harmalol (en) (dihydro–4,9 hydroxy–7 méthyl–1 3H–pyrido(3,4–b) indole) et ses sels
11. La psilocine ((diméthylamino–2 éthyl)–3 hydroxy–4 indole) et ses sels
12. La psilocybine ((diméthylamino–2 éthyl)–3 phosphoryloxy–4 indole) et ses sels
13. La N–(Phényl–1 cyclohexyl) éthylamine (en) (PCE) et ses sels
14. La [(Thiényl–2)–1 cyclohexyl]–1 pipéridine (en) (TCP) et ses sels
15. La Phényl–1 N–propylcyclohexanamine (en) et ses sels
16. La rolicyclidine (en) ((phényl-1 cyclohexyl)-1 pyrrolidine) et ses sels
17. La mescaline triméthoxy–3,4,5 benzèneéthanamine) et ses sels, sauf le peyote (Lophophora)
18. Le Méthyl–4 aminorex (dihydro–4,5 méthyl–4 phényl–5 oxazolamine–2) et ses sels
19. La cathinone (l-α-aminopropiophénone) et ses sels)
20. La fénétylline (d,l-dihydro-3,7 diméthyl-1,3 [[(méthyl-1 phényl-2 éthyl)amino]-2 éthyl]-7 1H-purinedione-2,6) et ses sels
21. La méthylamino–2 phényl–1 propanone–1 et ses sels
22. La [cyclohexyl (phénylméthyl)–1] pipéridine–1 et ses sels
23. La [cyclohexyl (méthyl–4 phényl)–1] pipéridine–1 et ses sels
24. Abrogé en 2016
25. Abrogé en 2012
26. Abrogé en 2012
27. L'aminorex (dihydro-4,5 phényl-5 oxazolamine-2) et ses sels
28. L'étryptamine (en) ((amino-2 butyl)-3 indole) et ses sels
29. La Léfétamine (en) ((-)-N,N-diméthyl-α-phénylbenzèneéthanamine), ses sels, ses dérivés et ses isomères ainsi que les sels de ses dérivés et de ses isomères
30. Le mésocarbe (en) ((α-méthylphénéthyl)-3 N-(phénylcarbamoyl)sydnone imine) et ses sels
31. Le ziprépol (en) ((méthoxy-2 phényl-2 éthyl)-4 α-(méthoxyphénylméthyl)-1-pipérazineéthanol) et ses sels
32. L'amineptine ([(dihydro-10,11 5H-dibenzo[a,d]cycloheptenyl-5) amino]-7 heptanoïque) et ses sels
33. La benzylpipérazine (BZP) (1-benzylpipérazine), ses sels et ses isomères ainsi que les sels de ses isomères
34. La trifluorométhylphénylpipérazine (en) (TFMPP) (1-(3-trifluorométhylphényl)pipérazine), ses sels et ses isomères ainsi que les sels de ses isomères
35. Les 2C-phénéthylamines, leurs sels, leurs dérivés et leurs isomères ainsi que les sels de leurs dérivés et de leurs isomères qui répondent à la description chimique suivante :
Toute substance ayant une structure 1-amino-2-phényléthane substituée en positions 2’ et 5’ ou 2’ et 6’ du cycle benzénique par un groupe alcoxy ou halogénoalcoxy, ou substituée à deux atomes de carbone adjacents du cycle benzénique de façon à entraîner la formation d’un groupe furane, dihydrofurane, pyrane, dihydropyrane ou méthylènedioxy — qu’il y ait ou non davantage de substitution sur le cycle benzénique dans quelque mesure que ce soit, qu’il y ait ou non substitution au groupe amino par un ou deux groupes méthyle, éthyle, propyle, isopropyle, hydroxyle, benzyle (ou benzyle substitué dans quelque mesure que ce soit) ou benzylène (ou benzylène substitué dans quelque mesure que ce soit) ou par une combinaison de ceux-ci, et qu’il y ait ou non substitution en position 2-éthyle (carbone bêta) par un groupe hydroxyle, oxo ou alcoxy —, les sels et dérivés de cette substance ainsi que les sels de ses dérivés, notamment :
  1. 4-bromo-2,5-diméthoxy-N-(2-méthoxybenzyle)phénéthylamine (25B-NBOMe)
  2. 4-chloro-2,5-diméthoxy-N-(2-méthoxybenzyle)phénéthylamine (25C-NBOMe)
  3. 4-iodo-2,5-diméthoxy-N-(2-méthoxybenzyle)phénéthylamine (25I-NBOMe)
  4. 4-bromo-2,5-diméthoxybenzèneéthanamine (2C-B)

### Annexe IV
- Les barbituriques ainsi que leurs seuls et leurs dérivés, notamment :

1. L'allobarbital (acide diallyl–5,5 barbiturique)
2. L'alphénal (en) (acide allyl–5 phényl–5 barbiturique)
3. L'amobarbital (acide éthyl–5 (méthyl–3 butyl)–5 barbiturique)
4. L'aprobarbital (en) (acide allyl–5 isopropyl–5 barbiturique)
5. Le barbital (acide diéthyl–5,5 barbiturique)
6. Abrogé en 2017
7. Le butabarbital (en) (5–sec–butyl–5–ethylbarbituric acid)
8. Le butalbital (en) (acide allyl–5 isobutyl–5 barbiturique)
9. Le butallylonal (en) (acide (bromo–2 allyl)–5 sec–butyl–5 barbiturique)
10. Le butéthal (acide butyl–5 éthyl–5 barbiturique)
11. Le cyclobarbital (en) (acide (cyclohexène–1 yl–1)–5 éthyl–5 barbiturique)
12. Le cyclopal (en) (acide allyl–5 (cyclopentène–2 yl–1)–5 barbiturique)
13. L'heptabarbital (en) (acide (cycloheptène–1 yl–1)–5 éthyl–5 barbiturique)
14. L'hexéthal (en) (acide éthyl–5 hexyl–5 barbiturique)
15. L'hexobarbital (en) (acide (cyclohexène–1 yl–1)–5 diméthyl–1,5 barbiturique)
16. Le méphobarbital (en) (acide éthyl–5 méthyl–1 phényl–5 barbiturique)
17. Le méthabarbital (en) (acide diéthyl–5,5 méthyl–1 barbiturique)
18. Le méthylphénobarbital (en) (acide éthyl–5 méthyl–1 phényl–5 barbiturique)
19. Le propallylonal (en) (acide (bromo–2 allyl)–5 isopropyl–5 barbiturique)
20. Le pentobarbital (acide éthyl–5 (méthyl–1 butyl)–5 barbiturique)
21. Le phénobarbital (acide éthyl–5 phényl–5 barbiturique)
22. Le probarbital (en) (acide éthyl–5 isopropyl–5 barbiturique)
23. L'acide phénylméthylbarbiturique (en) (acide méthyl–5 phényl–5 barbiturique)
24. Le sécobarbital (acide allyl–5 (méthyl–1 butyl)–5 barbiturique)
25. Le sigmodal (en) (acide (bromo–2 allyl)–5 (méthyl–1 butyl)–5 barbiturique)
26. Le talbutal (en) (acide allyl–5 sec–butyl–5 barbiturique)
27. Le vinbarbital (en) (acide éthyl–5 (méthyl–1 butényl–1)–5 barbiturique)
28. Le vinylbital (en) (acide (méthyl–1 butyl)–5 vinyl–5 barbiturique)
mais non compris :
29. L'acide barbiturique ((1H,3H,5H)-pyrimidinetrione–2,4,6) et ses sels
30. L'acide 1,3-diméthylbarbiturique (1,3-diméthyl-2,4,6(1H,3H,5H)-pyrimidinetrione) et ses sels

- Les thiobarbituriques ainsi que leurs sels et leurs dérivés, notamment :

1. Le thialbarbital (acide allyl–5 (cyclohexène–2 yl–1)–5 thio–2 barbiturique)
2. Le thiamylal (acide allyl–5 (méthyl–1 butyl)–5 thio–2 barbiturique)
3. L'acide thiobarbiturique (en) (acide thio–2 barbiturique)
4. Le thiopental (acide éthyl–5 (méthyl–1 butyl)–5 thio–2 barbiturique)

- La chlorphentermine (en) ((p–chlorophényl)–1 méthyl–2 amino–2 propane) et ses sels
- Le diéthylpropion ((diéthylamino)–2 propiophenone) et ses sels
- La phendimétrazine (en) (d–diméthyl–3,4 phényl–2 morpholine) et ses sels
- La phenmétrazine (méthyl–3 phényl–2 morpholine) et ses sels
- Le pipradrol (en) (α,α-diphényl (pipéridyl-2)-1 méthanol) et ses sels
- La phentermine (α,α–diméthylbenzèneéthanamine) et ses sels
- Le butorphanol (l-N-cyclobutylméthyl dihydroxy-3,14 morphinane) et ses sels
- La nalbuphine (N–cyclobutylméthyl époxy–4,5 morphinanetriol–3,6,14) et ses sels
- La glutéthimide (en) (éthyl–2 phényl–2 glutarimide)
- Le clotiazépam ((o–chlorophényl)–5 éthyl–7 dihydro–1,3 méthyl–1 2H–thiéno[2,3–e]diazépine–1,4 one–2) et ses sels
- L'éthchlorvynol (en) (éthyl chlorovinyl–2 éthynyl carbinol)
- L'éthinamate (en) (carbamate d’éthynyl–1 cyclohexyle)
- Le mazindol (en) ((p–chlorophényl)–5 dihydro–2,5 3H–imidazo[2,1–a]isoindolol–5)
- Le méprobamate (dicarbamate de méthyl–2 propyl–2 propanediol–1,3)
- Le méthyprylone (en) (diéthyl–3,3 méthyl–5 pipéridinedione–2,4)
- Les benzodiazépines ainsi que leurs sels et leurs dérivés, notamment :

1. L'alprazolam (chloro–8 méthyl–1 phényl–6 4H–s–triazolo[4,3–a]benzodiazépine–1,4)
2. Le bromazépam (bromo–7 dihydro–1,3 (pyridyl–2)–5 2H–benzodiazépine–1,4 one–2)
  1. Le brotizolam (bromo-2 (o-chlorophényl)-4 méthyl-9 6H-thiéno[3,2-f]-s-triazolo[4,3-a]diazépine-1,4)
3. Le camazépam (diméthylcarbamate (ester) de chloro–7 dihydro–1,3 hydroxy–3 méthyl–1 phényl–5 2H–benzodiazépine–1,4 one–2)
4. Le chlordiazépoxide (chloro–7 méthylamino–2 phényl–5 3H–benzodiazépine–1,4 oxyde–4)
5. Le clobazam (chloro–7 méthyl–1 phényl–5 1H–benzodiazépine–1,5 (3H,5H) dione–2,4)
6. Le clonazépam ((o–chlorophényl)–5 dihydro–1,3 nitro–7 2H–benzodiazépine–1,4 one–2)
7. Le clorazépate (acide chloro–7 dihydro–2,3 dihydroxy–2,2 phényl–5 1H–benzodiazépine–1,4 carboxylique–3)
8. Le cloxazolam (chloro–10 (o–chlorophényl)–11b tétrahydro–2,3,7,11b 5H–oxazolo [3,2–d]benzodiazépine–1,4 one–6)
9. Le délorazépam (chloro–7 (o–chlorophényl)–5 dihydro–1,3 2H–benzodiazépine–1,4 one–2)
10. Le diazépam (chloro–7 dihydro–1,3 méthyl–1 phényl–5 2H–benzodiazépine–1,4 one–2)
11. L'estazolam (chloro–8 phényl–6 4H–s–triazolo[4,3–a]benzodiazépine–1,4)
12. Le loflazépate d'éthyle (carboxylate–3 d’éthyl chloro–7 (o–fluorophényl)–5 dihydro–2,3 oxo–2 1H–benzodiazépine–1,4)
13. Le fludiazépam (chloro–7 (o–fluorophényl)–5 dihydro–1,3 méthyl–1 2H–benzodiazépine–1,4 one–2)
14. Abrogé en 1998
15. Le flurazépam (chloro–7 [(diéthylamino)–2 éthyl]–1 (o–fluorophényl)–5 dihydro–1,3 2H–benzodiazépine–1,4 one–2)
16. Le halazépam (chloro–7 dihydro–1,3 phényl–5 (trifluoroéthyl–2,2,2)–1 2H–benzodiazépine–1,4 one–2)
17. L'haloxazolam (en) (bromo–10 (o–fluorophényl)–11b tétrahydro–2,3,7,11b oxazolo[3,2–d] (5H)–benzodiazépine–1,4 one–6)
18. Le kétazolam (chloro–11 dihydro–8,12b diméthyl–2,8 phényl–12b 4H–oxazino[1,3][3,2–d]benzodiazépine–1,4 (6H)–dione–4,7)
19. Le loprazolam ((o–chlorophényl)–6 dihydro–2,4 [(méthyl–4 pipérazinyl–1) méthylène]–2 nitro–8 1H–imidazo[1,2–a]benzodiazépine–1,4 one–1)
20. Le lorazépam (chloro–7 (o–chlorophényl)–5 dihydro–1,3 hydroxy–3 2H–benzodiazépine–1,4 one–2)
21. Le lormétazépam (chloro–7 (o–chlorophényl)–5 dihydro–1,3 hydroxy–3 méthyl–1 2H–benzodiazépine–1,4 one–2)
22. Le médazépam (chloro–7 dihydro–2,3 méthyl–1 phényl–5 1H–benzodiazépine–1,4)
  1. Le midazolam (chloro-8 (o-fluorophényl)-6 méthyl-1 4H-imidazo[1,5-a]benzodiazépine-1,4)
23. Le nimétazépam (dihydro–1,3 méthyl–1 nitro–7 phényl–5 2H–benzodiazépine–1,4 one–2)
24. Le nitrazépam (dihydro–1,3 nitro–7 phényl–5 2H–benzodiazépine–1,4 one–2)
25. Le nordazépam (chloro–7 dihydro–1,3 phényl–5 2H–benzodiazépine–1,4 one–2)
26. L'oxazépam (chloro–7 dihydro–1,3 hydroxy–3 phényl–5 2H–benzodiazépine–1,4 one–2)
27. L'oxazolam (en) (chloro–10 tétrahydro–2,3,7,11b méthyl–2 phényl–11b oxazolo[3,2–d] (5H)–benzodiazépine–1,4 one–6)
28. Le pinazépam (chloro–7 dihydro–1,3 phényl–5 (propynyl–2)–1 2H–benzodiazépine–1,4 one–2)
29. Le prazépam (chloro–7 (cyclopropylméthyl)–1 dihydro–1,3 phényl–5 2H–benzodiazépine–1,4 one–2)
  1. Le quazépam (chloro-7 (o-fluorophényl)-5 dihydro-1,3(trifluoroéthyl-2,2,2)-1 2H-benzodiazépine-1,4 thione-2)
30. Le témazépam (chloro–7 dihydro–1,3 hydroxy–3 méthyl–1 phényl–5 2H–benzodiazépine–1,4 one–2)
31. Le tétrazépam (chloro–7 (cyclohexène–1 yl)–5 dihydro–1,3 méthyl–1 2H–benzodiazépine–1,4 one–2)
32. Le triazolam (chloro–8 (o–chlorophényl)–6 méthyl–1 4H–s–triazolo[4,3–a]benzodiazépine–1,4)
mais non compris :
33. La clozapine (chloro-8 (méthyl-4 pipérazinyl-1)-11 5H-diabenzo[b,e]diazépine-1,4) ainsi que ses sels
34. Le flunitrazépam ((o-fluorophényl)-5 dihydro-1,3 méthyl-1 nitro-7 2H-benzodiazépine-1,4 one-2) ainsi que ses sels et ses dérivés
35. L'olanzapine (méthyl-2 (méthyl-4 pipérazinyl-1)-4 10H-thieno[2,3-b]benzodiazépine-1,5) et ses sels
36. N-oxyde de clozapine (8-chloro-11-(4-méthyl-4-oxydo-1-pipérazinyl)-5H-dibenzo[b,e][1,4]diazépine) et ses sels

- Catha edulis Forsk, ses préparations, ses dérivés, ses alcaloïdes et ses sels, notamment :

1. La cathine (d–thréo–amino–2 hydroxy–1 phényl–1 propane)

- La fencamfamine (en) (d,l–N–éthyl phényl–3 bicyclo[2,2,1]heptanamine–2) et ses sels
- Le fenproporex (en) (d,l–[(α–méthylphénéthyl)amino]–3 propionitrile) et ses sels
- Le méfénorex (en) (d,l–N–(chloro–3 propyl) α–méthylbenzèneéthanamine) et ses sels
- Les stéroïdes anabolisants et leurs dérivés, notamment :

- Le zeranol (trihydroxy–7,14,16 méthyl–3 décahydro–3,4,5,6, 7,8,9,10,11,12 1H–benzoxa–2 cyclotétradécinone–1)
- Le zolpidem (N,N-diméthyl [méthyl-6 (méthyl-4 phényl)-2 imidazo[1,2-a]pyridinyl-3]-2 acétamide) et ses sels

1. La pémoline (amino-2 phényl-5 oxazolinone-4) et ses sels

- La pyrovalérone (méthyl-4′(pyrrolidinyl-1)-2 valérophénone) et ses sels
- La Salvia divinorum (S. divinorum), ses préparations et ses dérivés, notamment :

1. La salvinorine A (ester méthylique de l’acide (2S,4aR,6aR,7R,9S,10aS,10bR)-9-(acétyloxy)-2-(3-furanyl)dodécahydro-6a,10b-diméthyl-4,10-dioxo-2Hnaphto[2,1-c]pyran-7-carboxylique)

### Annexe V
1. Abrogé en 2002
2. propylhexédrine (d,l–cyclohexyl–1 méthylamino–2 propane) et ses sels
3. Abrogé en 2003

### Annexe VI

#### Partie 1
Précurseurs de catégorie A :
- Anhydride acétique
- Acide N-acétylanthranilique (acide 2-acétamidobenzoïque) et ses sels
- Acide anthranilique (acide 2-aminobenzoïque) et ses sels
- Éphédrine (érythro (méthylamino)-2 phényl-1 propanol-1), ses sels et les plantes qui en contiennent
- Ergométrine (didéhydro-9,10 N-(hydroxy-2 méthyl-1 éthyl) méthyl-6 ergolinecarboxamide-8) et ses sels
- Ergotamine (hydroxy-12′ méthyl-2′ phénylméthyl-5′ergotamantrione-3′,6′,18) et ses sels
- Isosafrole (propényl-1)-5 benzodioxole-1,3)
- Acide lysergique (acide didéhydro-9,10 méthyl-6 ergoline carboxylique-8) et ses sels
- Méthylènedioxyphényle-3,4 propanone-2 ((benzodioxole-1,3)-1 propanone-2), ses dérivés et analogues, ainsi que les sels de ses dérivés et analogues, notamment :
  1. méthyl 3-(1,3-benzodioxol-5-yl)-2-méthyloxirane-2-carboxylate (MMDMG)
- Noréphédrine (phénylpropanolamine) et ses sels
- Phényl-1 propanone-2, ses dérivés et analogues, ainsi que les sels de ses dérivés et analogues, notamment :
  1. méthyl-2-méthyl-3-phényloxirane-2-carboxylate de méthyle (glycidate de méthyle-BMC)
  2. 3-oxo-2-phénylbutanamide (α-phénylacétoacétamide-APAA)
- Acide phénylacétique et ses sels
- Pipéridine et ses sels
- Pipéronal (benzodioxole-1,3 carboxaldehyde-5)
- Permanganate de potassium
- Pseudoéphédrine (thréo (méthylamino)-2 phényl-1 propanol-1), ses sels et les plantes qui en contiennent
- Safrole ((propényl-2)-5 benzodioxole-1,3) et les huiles essentielles qui en contiennent plus de 4 %
- Gamma-butyrolactone (dihydro-2(3H)-furanone)
- Butane-1,4-diol
- Phosphore rouge
- Phosphore blanc
- Acide hypophosphoreux et ses sels et dérivés
- Acide hydriodique
- Alpha-phénylacétoacétonitrile, ses sels, isomères et sels d’isomères
- Chlorure de propionyle
- Phénéthyl-1 pipéridone-4 et ses sels
- Pipéridone-4 et ses sels
- Norfentanyl (N-phényl-N- (pipéridinyl-4)propanamide), ses sels, dérivés et analogues, ainsi que les sels de ses dérivés et analogues
- N-(Phénéthyl-1 pipéridinylidene-4) phénylamine et ses sels
- N-phényle 4-pipéridinamine (N-phénylpipéridine-4-amine), ses sels, dérivés et analogues, ainsi que les sels de ses dérivés et analogues, notamment :
  1. 4-anilino-1-boc-pipéridine (tert-butyle 4-(phénylamino)pipéridine-1-carboxylate)
  2. 4-fluoro anilino-1-boc-pipéridine (tert-butyle 4-((4-fluorophényl)amino)pipéridine-1-carboxylate)
  3. N-(4-fluorophényl)-4-pipéridinamine (N-(4-fluorophényl)pipéridine-4-amine)
  4. 4-bromo anilino-1-boc-pipéridine (tert-butyle 4-((4-bromophényl)amino)pipéridine-1-carboxylate)
- N1,N1,N2-triméthylcyclohexane-1,2-diamine et ses sels
- Benzylfentanyl (N-(1-benzylpipéridin-4-yl)-N-phénylpropionamide), ses sels, dérivés et analogues, ainsi que les sels de ses dérivés et analogues

#### Partie 2
Précurseurs de catégorie B :
- Acétone
- Éther éthylique
- Acide chlorhydrique
- Méthyléthylcétone
- Acide sulphurique
- Toluène

#### Partie 3
Préparations et mélanges :
- Toute préparation ou tout mélange qui contient l'un des précurseurs visés à la partie 1, à l'exception des articles 20 à 23, ou à la partie 2.

### Annexe VII
| Substance            | Quantité |
| -------------------- | -------- |
| Résine de cannabis   | 3 kg     |
| Cannabis (marihuana) | 3 kg     |

### Annexe VIII
| Substance            | Quantité |
| -------------------- | -------- |
| Résine de cannabis   | 1 g      |
| Cannabis (marihuana) | 30 g     |